# Leopoldo Reynoso Díaz
Gral. Leopoldo Reynoso Díaz fue un militar mexicano que participó en la Revolución mexicana. Nació en el mineral de Zacualpan, Morelos, el 9 de julio de 1878 siendo hijo de Andrés Reynoso Delabra y de Francisca Díaz Roces. En 1911 se incorporó a la lucha maderista con las fuerzas de Lorenzo Vázquez Herrera. Al romper relaciones Emiliano Zapata con Francisco I. Madero se mantuvo fiel al movimiento suriano, formando parte de la División “Vázquez”. Fundó, junto con Díaz Soto y Gama, Manuel Palafox y los hermanos Magaña, entre otros, el Centro de Consulta para la propaganda y Unificación Revolucionaria, el 28 de noviembre de 1916, en Tlaltizapán, Morelos. En enero de 1919 fue capturado y obligado a rendirse por las fuerzas carrancistas, en las minas de Tlalchichilpa, de Huautla, Morelos; fue  trasladado al cuartel general de Pablo González Garza en Cuautla, donde fue amnistiado. En 1920, una vez integrado el zapatismo al proceso político nacional, fue elegido diputado federal por el estado de Morelos hasta 1923. Se retiró a la vida privada para dedicarse a la agricultura. Murió en Cuernavaca, Morelos, el 4 de mayo de 1957. 